# Peter Iwers
Peter Iwers (Stoccolma, 15 maggio 1975) è un musicista svedese.
Noto per aver suonato il basso nella band svedese In Flames dal 1999, anno di pubblicazione dell'album Colony, in sostituzione di Johan Larsson.
Il suo stile è stato influenzato da Mike Porcaro, bassista dei Toto, Geddy Lee dei Rush e John Myung dei Dream Theater.
Prima di entrare negli In Flames, Iwers ha suonato in una band chiamata Chameleon.
Il giorno 29 novembre 2016 annuncia che, alla fine tour statunitense di supporto a Battles lascerà la band.
Ha un fratello, Anders (anch'egli bassista), che suona nei Ceremonial Oath, nei Tiamat e nei Dark Tranquillity.

## Equipaggiamento
Peter usa attrezzature ESP, Ibanez, Washburn, Peavey, Spector, e Ampeg.
Utilizza bassi a 5 e 6 corde oltre al suo signature Ibanez, il PIB3.

## Discografia

### Con gli In Flames
- 1999 - Colony
- 2000 - Clayman
- 2002 - Reroute to Remain
- 2004 - Soundtrack to Your Escape
- 2006 - Come Clarity
- 2008 - A Sense of Purpose

- 2011 - Sounds of a Playground Fading
- 2014 - Siren Charms
- 2016 - Battles

### Partecipazioni
- 2007 - Save Your Prayers & Nailed to the Ground, con i Pain
- 2010 - Self vs. Self, con i Pendulum